# Ade Capone
Pour les articles homonymes, voir Capone.
Adelino Capone, plus connu sous le nom de Ade Capone, né le 26 décembre 1958 à Plaisance – mort le 4 février 2015 à Salsomaggiore Terme, est un auteur de bande dessinée italien.

## Biographie
Il a collaboré à la revue Zagor et il est le créateur de Lazarus Ledd.

## Publications
- Zagor, nos 263, 264, 265, 289, 290, 291, 294, 295, 296, 307, 308, 309, 310, 316, 325, 326, 327, 330, 331, 501, 502, 503, 519, 520, 521, Maxi 7, Maxi 12 et Maxi 19
- Mister No, nos 128, 129, 130
- Martin Mystère, nos 126, 127